# 灵岩寺及千佛塔
灵岩寺及千佛塔，位于中国四川省成都市都江堰市幸福镇灵岩山南麓。1991年4月16日公佈為四川省第三批文物保護單位。2013年3月5日列為第七批全國重點文物保護單位。
灵岩寺创建于金代，历明、清重修，现仅存大雄宝殿和钟楼，为清代建筑。
千佛塔位于灵岩寺左侧，建于唐开元年间（713年-741年），为石雕覆钵式实心塔。千佛塔通高3米，下设须弥座塔基，上置覆钵形塔身。塔身底层直径2.4米；凡十三层，各层雕满结枷跌坐佛像；顶层有莲花花瓣和莲座，置铁铸释迦牟尼佛像一尊。释迦牟尼佛铁铸雕像与塔身石刻佛像风格不同，怀疑为后世补配。